# Vale da Madre
Vale da Madre ist eine Gemeinde (Freguesia) im portugiesischen Kreis Mogadouro. In ihr leben 165 Einwohner (Stand 19. April 2021).